# U-722
| U-722                      | U-722                                                          | U-722                                                          |
| -------------------------- | -------------------------------------------------------------- | -------------------------------------------------------------- |
|                            |                                                                |                                                                |
|                            |                                                                |                                                                |
|                            |                                                                |                                                                |
| Під прапором               | Третій рейх                                                    | Третій рейх                                                    |
| Спуск на воду              | 21 вересня 1943 року                                           | 21 вересня 1943 року                                           |
| Виведений зі складу флоту  | 27 березня 1945 року                                           | 27 березня 1945 року                                           |
| Сучасний статус            | затоплений                                                     | затоплений                                                     |
| Проєкт                     |                                                                |                                                                |
| Тип ПЧ                     | Торпедний ДПЧ                                                  | Торпедний ДПЧ                                                  |
| Основні характеристики     |                                                                |                                                                |
| Швидкість (надводна)       | 17,7 вузлів                                                    | 17,7 вузлів                                                    |
| Швидкість (підводна)       | 7,6 вузлів                                                     | 7,6 вузлів                                                     |
| Робоча глибина занурення   | 100 м                                                          | 100 м                                                          |
| Гранична глибина занурення | 220 м                                                          | 220 м                                                          |
| Екіпаж                     | 44 осіб                                                        | 44 осіб                                                        |
| Розміри                    |                                                                |                                                                |
| Довжина найбільша (по КВЛ) | 67,1 м                                                         | 67,1 м                                                         |
| Ширина корпусу найб.       | 6,2 м                                                          | 6,2 м                                                          |
| Висота                     | 9,6 м                                                          | 9,6 м                                                          |
| Середня осадка (по КВЛ)    | 4,70 м                                                         | 4,70 м                                                         |
| Водотоннажність надводна   | 769 т                                                          | 769 т                                                          |
| Озброєння                  |                                                                |                                                                |
| Артилерія                  | одна палубна гармата калібру 88-мм, одна 20-мм зенітна гармата | одна палубна гармата калібру 88-мм, одна 20-мм зенітна гармата |
| Торпедно- мінне озброєння  | 4 носових і один кормовий ТА. 14 торпед або 26 мін             | 4 носових і один кормовий ТА. 14 торпед або 26 мін             |

U-722 — німецький підводний човен типу VIIC часів  Другої світової війни.
Замовлення на будівництво човна було віддане 25 серпня 1941 року. Човен був закладений на верфі суднобудівної компанії «H C Stülcken Sohn» у місті Гамбург 21 грудня 1942 року під заводським номером 788, спущений на воду 21 вересня 1943 року, 15 грудня 1943 року увійшов до складу 31-ї флотилії. Також за час служби входив до складу 1-ї та 11-ї флотилій. Єдиним командиром човна був оберлейтенант-цур-зее Ганс-Генріх Раймерс.
Човен зробив 3 бойових походи, в яких потопив 1 судно.
Потоплений 27 березня 1945 року в Гебридському морі (57°09′ пн. ш. 06°55′ зх. д. / 57.150° пн. ш. 6.917° зх. д.) глибинними бомбами британських фрегатів «Фіцрой», «Редміл» і «Байрон». Всі 44 члени екіпажу загинули.

## Потоплені та пошкоджені кораблі[3]
| Назва      | Тип                | Належність      | Дата            | Тоннаж (БРТ) | Вантаж                                                 | Статус    | Місце                                                      |
| Inger Toft | суховантажне судно | Велика Британія | 16 березня 1945 | 2 190        | 885 тонн оселедцевого шроту та риб'ячого жиру в бочках | потоплено | 57°25′ пн. ш. 06°52′ зх. д. / 57.417° пн. ш. 6.867° зх. д. |